# Lacul Tahoe
Lacul Tahoe (engleză Lake Tahoe) ocupă o suprafață de 497 km² fiind situat la 30 km de orașul Reno, Nevada, la granița dintre statele Nevada și California din  Statele Unite ale Americii. A fost cunoscut, până în anul 1862, ca Lake Bigler, în amintirea lui John Bigler (1805-1871) cel de-al treilea guvernator al statului California. Din anul 1862 a fost folosită în  paralel și denumirea de Tahoe iar din anul 1945 nu se mai utilizează numele Lake Bigler.

## Date geografice
Lacul se află la vest de Carson Range (3.317 m) care este ramura de est a lanțului muntos Sierra Nevada. Lacul Tahoe are adâncimea medie de 300 m iar cea maximă de 501 m, fiind situat la altitudinea de 1.899,5 m deasupra n.m.. După adâncime este amplasat pe locul doi, iar după altitudine pe locul întâi fiind lacul situat la cea mai mare înălțime în SUA. Lacul este alimentat de 63 de pâraie și râuri, având o singură scurgere Truckee River. Pe malul lui se află mai multe parcuri:
- la nord-est Lake Tahoe-Nevada State Park,
- la sud-vest Emerald Bay State Park și D. L. Bliss State Park
- la vest Sugar Pine Point State Park.

Partea superioară a lacului a fost transformată în lac de acumulare ( Lake Tahoe Reservoir).
Asemănător cu Loch Ness, aici ar exista Tessi un animal de apă misterios și monstruos, care uneori iese la suprafață.